# Estrilda nigriloris
L'astrilde dal sopracciglio nero (Estrilda nigriloris Chapin, 1928) è un uccello passeriforme della famiglia degli Estrildidi.
Si tratta di un uccello scoperto solo nel 1928 e del quale non si hanno più notizie dal 1950, del quale si conosce ancora molto poco.

## Descrizione

### Dimensioni
Misura fino a 11 cm di lunghezza.

### Aspetto
L'astrilde dal sopracciglio nero appare molto simile all'astrilde di Sant'Elena, sia per l'aspetto che per la colorazione, prevalentemente grigia con presenza di sfumature rosate su ventre e dorso e di leggere zebrature più scure su dorso, fianchi, ventre ed ali: in questa specie, tuttavia, come intuibile sia dal nome comune che dal nome scientifico, presenta banda facciale di colore nero anziché rosso.

## Biologia
Si tratta di uccelli osservati solo di rado, dei quali si hanno solo scarsissime osservazioni in natura e dei quali si conosce pertanto molto poco: si ritiene tuttavia che comportamento, alimentazione e costumi riproduttivi di questi uccelli non differiscano significativamente da quelli di altre specie congeneri.

## Distribuzione e habitat
Questa specie è endemica della Repubblica Democratica del Congo, dove è stata finora osservata lungo il primo corso del fiume Lualaba e nei pressi del Lago Upemba, nella porzione centro-meridionale della provincia di Katanga.
Il suo habitat pare costituito dalle aree di foresta a galleria nei pressi di fonti d'acqua  permanenti e dalle zone prative e arbustive sul limitare della foresta.